# Comuna Barilović, Karlovac
Barilović este o comună în cantonul Karlovac, Croația, având o populație de 2.990 de locuitori (2011).

## Demografie
Componența etnică a comunei Barilović
     Croați (87,29%)
     Sârbi (11,84%)
     Necunoscut (0,37%)
     Neclasificat (0,43%)
Componența confesională a comunei Barilović
     Catolici (86,19%)
     Ortodocși (12,07%)
     Necunoscută (0,27%)
     Alte religii (1,47%)
Conform recensământului din 2011, comuna Barilović avea 2.990 de locuitori. Din punct de vedere etnic, majoritatea locuitorilor (87,29%) erau croați, cu o minoritate de sârbi (11,84%). Apartenența etnică nu este cunoscută în cazul a 0,37% din locuitori. Din punct de vedere confesional, majoritatea locuitorilor (86,19%) erau catolici, cu o minoritate de ortodocși (12,07%). Pentru 0,27% din locuitori nu este cunoscută apartenența confesională.